# Rachel True
Rachel India True (New York, 15 novembre 1966) è un'attrice statunitense.

## Biografia
Dopo essere comparsa in diverse produzioni televisive come I Robinson o Beverly Hills 90210, Rachel True viene scelta per recitare nel film cinematografico Giovani streghe nel 1994 che le procura una certà popolarità. In seguito l'attrice viene scelta soprattutto per ruoli televisivi.

## Filmografia

### Cinema
- CB4, regia di Tamra Davis (1993)
- Embrace of the Vampire, regia di Anne Goursaud (1995)
- Giovani streghe (The Craft), regia di Andrew Fleming (1996)
- Ecstasy Generation (Nowhere), regia di Gregg Araki (1997)
- Half Baked, regia di GDave Chappelle (1998)
- With or Without You - Con te o senza di te (With or Without You), regia di Michael Winterbottom (1999)
- The Big Split, regia di Martin Hynes (1999)
- The Auteur Theory, regia di Evan Oppenheimer, (1999)
- Groove, regia di Greg Harrison, (2000)
- Who Is A.B.?, regia di Massoumeh Emami e Yasmin Rais (2001)
- New Best Friend, regia di Zoe Clarke-Williams, (2002)
- Un nuovo marito per mamma (The Perfect Holiday), regia di Lance Rivera (2007)
- The Killing of Wendy, regia di David Hickson (2009)
- Sharknado 2 (Sharknado 2: The Second One), regia di Anthony Ferrante (2014)

### Televisione
- I Robinson (The Cosby Show) – serie TV (1991-1992)
- Moment of Truth: Stalking Back – serie TV, (1993)
- Beverly Hills 90210 – serie TV, (1993)
- Willy, il principe di Bel Air (The Fresh Prince of Bel-Air) – serie TV, (1993)
- 8 sotto un tetto (Family Matters) – serie TV, (1995)
- A Walton Wedding, regia di Robert Ellis Miller (1995)
- The Apartment Complex, regia di Tobe Hooper (1999)
- Love Song, regia di Julie Dash (2000)
- Dawson's Creek – serie TV, (2001)
- Half & Half – serie TV, (2002-2006)
- Blood Lake - L'attacco delle lamprede killer (Blood Lake: Attack of the Killer Lampreys), regia di James Cullen Bressack (2014)